# Izumi Shikibu

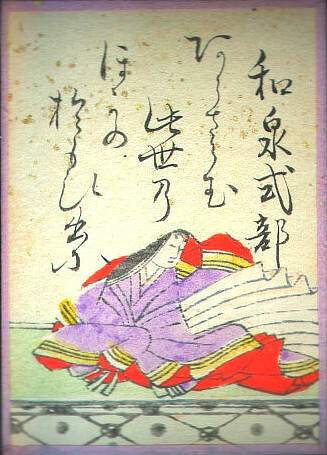
Izumi Shikibu trong một bức họa

Izumi Shikibu (和泉式部 (Hòa Tuyền Thức Bộ) sinh 976?) là nữ sĩ nổi tiếng của Nhật Bản thời Heian. Một trong 36 ca tiên trong văn học cổ Nhật Bản.

## Cuộc đời
Bà là thi nhân waka nổi tiếng, con gái của Oe no Masamune (Đại Giang, Nhã Chí), Thái thú vùng Echizen. Mẹ là Taira no Yasuhira, con gái của Thái thú vùng Etchu.
Bà kết hôn hai lần. Lần đầu là năm 995, với Tachibana no Michisada (Quất, Đạo Trinh), Thái thú vùng Izumi. Năm 997, bà sinh con gái, Koshikibu no Naishi (Tiểu Thức Bộ), người sau này cũng là một nhà thơ. Izumi theo chồng tới nơi ông nhậm chức, nhưng sớm trở lại kinh đô.
Theo phong tục thời Heian, tên của bà là sự kết hợp giữa "Izumi", nơi chồng bà giữ chức, và "Shikibu", chức vị của cha bà.
Tại Kyoto, giữa hai cuộc hôn nhân, bà có cuộc đời tình ái sóng gió với nhiều người đàn ông. Trước cả khi kết hôn với Michisada, có đồn đoán rằng bà có quan hệ với một người đàn ông tên là Omotomaru.
Khi vẫn còn kết hôn với Michisada, bà có quan hệ tình ái với hoàng tử Tametaka (弾正宮為尊親王, Danjo no Miya Tametaka Shinnō, 977-1002). Khi sự việc vỡ lở, bà bị chồng li dị và gia đình cũng tuyên bố từ bỏ bà. Trong Eiga Monogatari có đề cập đến chuyện Tametaka bị bệnh và chết vì "những cuộc phóng túng không chừng mực về đêm".
Sau cái chết của Tametaka, bà trở thành người tình của hoàng tử Atsumichi (敦道親王, Atsumichi Shinnō, 981–1007), em của Tametaka. Năm đầu tiên của cuộc tình duyên này được chép lại trong tập Izumi Shikibu Nikki. Mối quan hệ này kết thúc vào năm 1007, khi Atsumichi chết.
Từ năm 1008, bà phục vụ cho Hoàng hậu Shoshi (cũng đọc là Akiko), vợ của Thiên hoàng Ichijo.
Năm 1009, bà kết hôn với Fujiwara no Yasumasa (Đằng Nguyên, Bảo Xương, 958-1036), một tướng quân nổi tiếng vì lòng dũng cảm, và theo ông tới nơi ông nhậm chức, vùng Tango (phía bắc Kyoto ngày nay).
Bà sống lâu hơn con gái, Koshikibu no Naishi, nhưng không rõ năm bà mất. Bài thơ cuối cùng được biết đến của bà được viết vào năm 1027.
Những năm cuối đời, bà đi tu, pháp danh là Seishin Insei Hōni (誠心院専意法尼).
Rất nhiều nơi được cho là nơi chôn cất của bà, nhưng đều chỉ là những đồn thổi thiếu căn cứ.
Cuộc đời của Izumi Shikibu tự phát, đầy cá tính, lãng mạn và nồng nhiệt như thơ văn của bà. Bà bỏ mặc khuôn phép, thành kiến của xã hội, có nhiều hành vi làm người đương thời không chấp nhận nổi, đánh giá bà là một kẻ say đắm ái tình.

## Sự nghiệp
Tác phẩm Izumi Shikibu Nikki, một kiệt tác của văn học cổ Nhật Bản đã được ra đời trong thời gian mối tình của bà với hoàng tử Atsumichi. Đây là một tiểu thuyết dưới hình thức nhật ký xem lẫn thơ. Tác phẩm là tiếng nói, sự thú nhận về mối tình bồng bột nhưng rất chân tình của mình với chàng hoàng tử hào hoa, thể hiện tiếng nói bạo dạn của phụ nữ đương thời dám vượt qua mọi lễ giáo phong kiến để đến với tình yêu. Với tác phẩm này, cái "tôi" của bản thân lần đầu tiên xuất hiện trong văn học Nhật Bản.
Thơ của bà còn giữ được khoảng 1470 bài tanka (短歌 Đoản Ca) trong hai tập thơ (tuy có nhiều bài in trùng nhau) và từ đó 247 bài đã được đăng trong các tuyển tập soạn theo sắc chiếu làm bà trở thành nhà thơ phụ nữ được nhắc đến nhiều nhất. Lối sống và phong cách làm thơ của bà đã ảnh hưởng nhiều đến Yosano Akiko (Dữ Tạ Dã, Tinh Tử. 1878-1942), một nhà thơ nữ hàng đầu của thi ca hiện đại, người đã đặt lại vị trí bà như một phụ nữ đã được giải phóng.
Bà có một bài thơ được chọn trong tập Hyakunin Isshu (Bách nhân nhất thủ), tuyển tập thơ quốc âm Nhật Bản ra đời vào khoảng năm 1235.
Bài dưới đây nằm trong tập thơ trên, do Nguyễn Nam Trân dịch.
a) Nguyên văn:
あらざらむ
この世のほかの
思ひ出に
今ひとたびの
逢ふこともがな
b) Phiên âm:
Arazaramu (ran)
Kono yo no hoka no
Omoide ni
Ima hito tabi no
Au koto mogana
c) Diễn ý:
Chắc là ta sắp chết đến nơi rồi,
Để làm kỷ niệm mang về thế giới bên kia,
Trước khi ra đi xin một lần nữa,
Được gặp lại người yêu.
d) Dịch thơ:
Cái chết đã gần kề,
Trước giờ phút ra đi.
Xin gặp nhau lần chót,
Kỉ niệm về bên tê.
Một số bài thơ nổi tiếng:
刈藻かき臥猪の床のゐを安みこそねざらめ斯らずもがな
karu mo kaki fusu wi no toko no wi wo yasumi sa koso nezarame kakarazu mo gana
loosely: Trampling the dry grass the wild boar makes his bed, and sleeps. I would not sleep so soundly even were I without these feelings.
(Goshūi Wakashū 14:821)
黒髪のみだれも知らず打臥せばまづかきやりし人ぞ戀しき
kurokami no midaremo shirazu uchifuseba madzu kakiyarishi hito zo kohishiki
loosely: My black hair is unkempt; unconcerned, he lies down and first gently smooths it, my darling!
(Goshūi Wakashū 13:755)
長閑なる折こそなけれ花を思ふ心のうちに風はふかねど
nodoka naru ori koso nakere hana wo omou kokoro no uchi ni kaze wa fukanedo
loosely: "There is not even a moment of calmness. In the heart that loves the blossoms, the wind is already blowing."
Nhiều bài thơ của bà là sự than khóc.
Cho hoàng tử Tametaka:
亡人のくる夜ときけど君もなし我が住む宿や魂無きの里
naki hito no kuru yo to kikedo kimi mo nashi wa ga sumu yado ya tamanaki no sato
loosely: They say the dead return tonight, but you are not here. Is my dwelling truly a house without spirit?
(Goshūi Wakashū 10:575)
Cái chết của con gái:
諸共に苔のしたには朽ちずして埋もれぬ名をみるぞ悲しき
morotomo ni koke no shita ni ha kuchizu shite udzumorenu na wo miru zo kanashiki
loosely: Beneath the moss, imperishable, her name of high renown: seeing it is a great sadness.
(Kin'yō Wakashū 10:620)
Một số bài thơ khác (nguồn: http://www.wakapoetry.net/):
SENZAISHŪ: SZS XVIII: 1169
Composed when a man from the same place stopped writing to her completely.
幾返りつらしと人をみ熊野の恨めしながら戀しかるらむ
Time and time again
Of his cruelty I've thought, yet
Seeing him-as across Mikumano Bay –
I hate him, but
I love him, too, it seems.
SHIKASHŪ SKS IX: 312
When she was abandoned by Yasumasa, she composed this in response to an enquiry by [Fujiwara no] Kanefusa.
人しれず物思ふことはならひにき花に別れぬ春しなければ
Out of his thoughts
In desolation-
I am used to it now;
Never parting from the blooms-
There's no such Spring, at all.